# Daggs Falls
A Daggs Falls vízesés a McPherson-hegységben található, Ausztrália keleti részén, Queensland államban, közel Új-Dél-Wales határához, Killarneytől 5 kilométernyire keletre. 
A vízesés közvetlenül az út mentén található, és egy kilátó is van a közelében. A Teviot Gap, vagy másik nevén a The Head (A Fej) nevű képződményen található a Teviot-vízesés. A Killarneyt övező további három vízesés déli irányban a következő: Queen Mary-vízesés, Browns Falls és az Upper Browns Falls. 

## Fordítás
Ez a szócikk részben vagy egészben  a   Daggs Falls című angol Wikipédia-szócikk ezen változatának fordításán alapul.  Az eredeti cikk szerkesztőit annak laptörténete sorolja fel. Ez a jelzés csupán a megfogalmazás eredetét és a szerzői jogokat jelzi, nem szolgál a cikkben szereplő információk forrásmegjelöléseként.